# Raffreddamento libero
Il raffreddamento libero (dall'inglese free cooling) è un sistema di raffreddamento che sfrutta la sola differenza di temperatura con l'ambiente esterno.

## Descrizione

### Definizione
Il termine viene attribuito generalmente agli impianti termici o parte di essi che sfruttano l'aria a temperatura ambiente per raffreddare un qual si voglia elemento (liquido, aeriforme o solido) senza l'ausilio di macchine di refrigerazione.
Un esempio di applicazione pratica è quello di un fluido caldo (avente una temperatura maggiore di quella dell'aria dell'ambiente circostante) che viene raffreddato tramite una batteria alettata posta all'esterno di un edificio, il fluido al suo passaggio cederà calore all'aria con il conseguente raffreddamento dello stesso, senza che si utilizzino pompe o ventilatori.

### Uso
Questo sistema utilizzato per applicazioni industriali e civili per il raffreddamento di ambienti e fluidi, trova applicazione anche su apparati tecnologici per il loro raffreddamento, come sui personal computer, ma anche su mezzi raffreddati ad aria o a liquido.

### Vantaggi
- Nessuna o poca manutenzione: generalmente vincolata dalla pulizia del radiatore
- Tecnologia semplice: sia per il numero di particolari richiesti che per le loro caratteristiche
- Nessun consumo energetico: non richiede energia per funzionare
- Leggerezza: generalmente risulta essere un sistema più leggero rispetto agli altri che utilizzano sistemi attivi

### Svantaggi
- Ridotta potenza dissipante: rispetto ad altri sistemi si ha una velocità di dissipazione ridotta.
- Efficacia vincolata alle condizioni ambientali: la costanza della dissipazione viene completamente influita dalle caratteristiche dell'ambiente.